# 폭스와 그의 친구들
폭스와 그의 친구들(Faustrecht Der Freiheit, Fox And His Friends)은 독일(구 서독)에서 제작된 라이너 베르너 파스빈더 감독의 1975년 영화이다. 해리 베어 등이 주연으로 출연하였다.

## 출연

### 주연
- 해리 베어
- 마쿼드 봄

### 조연
- 칼하인즈 봄
- 잉그리드 카벤
- 피터 차텔
- 라이너 베르너 파스빈더

## 제작진
- 미술: 쿠르트 랍